# Masarykova vyhlídka v Třebíči
Masarykova vyhlídka je kamenná vyhlídka stojící na návrší Hrádek v Třebíči (Kraj Vysočina). Vybudována byla Okrašlovacím spolkem v Třebíči roku 1930 ku příležitosti 80. narozenin prezidenta Tomáše Garrigua Masaryka. Od roku 2023 je zařazena v seznamu nemovitých kulturních památek ČR.

## Popis

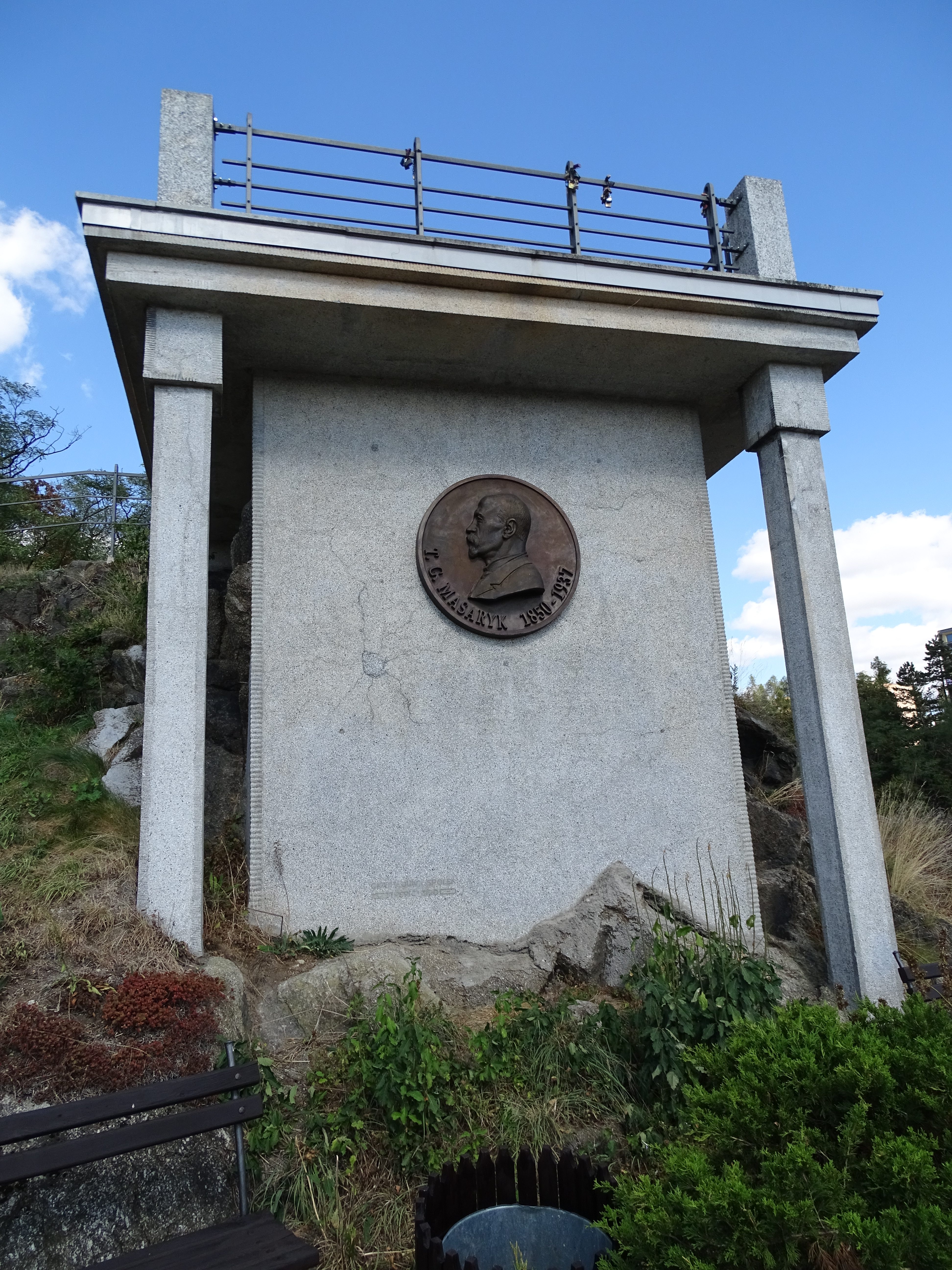
Pohled zblízka

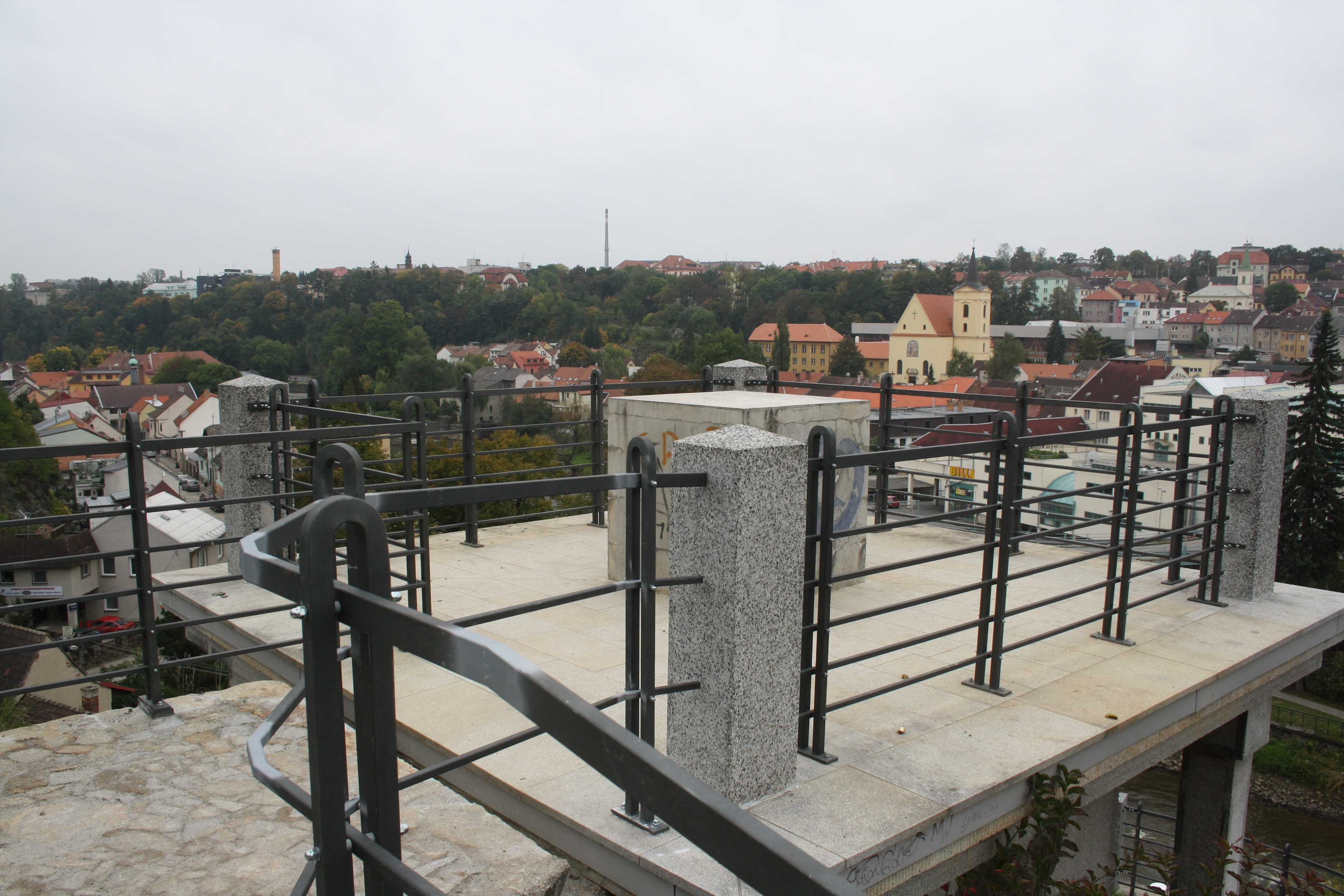
Vrchní část vyhlídky

Masarykova vyhlídka je funkcionalistickou železobetonovou stavbou na úbočí kopce a lesoparku Hrádek, orientována je na jih. Vyhlídka má čtvercový půdorys, je tvořena podložím v podobě kubického kvádru na kamenném svahu, na podloží je umístěna plošina přístupná ze svahu. Ta je ohrazena kovovým zábradlím s železobetonovými sloupky, uprostřed se nachází zděná krychle s hranami 1 metr. Plošina je podpírána 4 sloupy. Na jihu podloží je umístěn medailon s reliéfem T. G. Masaryka, původní byl nahrazen v roce 2012.
Pod vyhlídkou byla připravena zídka s dřevěným laťováním, byla tak připravena nižší vyhlídka na město a odpočinkové místo.

## Dějiny
Ještě před vznikem samotné vyhlídky s památníkem došlo roku 1926 k upravení návrší Hrádek Okrašovacím spolkem v Třebíči. Stalo se tak vysázení 254 lip, které vytvořily Jubilejní Masarykovy sady. V letech 1929 až 1931 pak byl Herzánovou stavební společností vybudován Masarykův památník, později známější jako Masarykova vyhlídka či rozhledna. Na čelní stěně památníku byla umístěna bronzová deska ve tvaru medailonu s profilovým portrétem prezidenta a letopočty 1850 a 1930. Na stěnu byl rovněž vytesán nápis: „T. G. Masaryk zasloužil se o stát.“
Na vrcholu památníku byla zbudována vyhlídková plošina s rozhledem jižním směrem na centrum města. Uprostřed ní pak stavitelé vytvořili kostku o velikosti hran jeden metr. Její objem tak tvořil přesně jeden metr krychlový.
V pátek 28. října 1930 došlo k otevření Masarykova mostu přes řeku Jihlavu. Poté byla slavnostně zpřístupněna i Masarykova vyhlídka na Hrádku. K této příležitosti byl na její jižní zdi odhalen reliéf s portrétem Tomáše Garrigua Masaryka. Odhalení uspořádal pod protektorátem městské rady Okresní osvětový sbor v Třebíči. Památník veřejnosti po svém projevu předal předseda Okrašlovacího spolku v Třebíči Matěj Koutek. Za město převzal vyhlídku s památníkem náměstek starosty a senátor Jílek.
Rok po otevření vyhlídky k ní byla zbudována řádná cesta a schody ze Zdislaviny ulice a z návrší nad ní.
Na památníku se v dalších letech konaly pravidelné oslavy Masarykových narozenin – 7. března, oslavy založení Československé republiky – 28. října a po prezidentově úmrtí 14. září 1937 i toto výročí.
28. října 1939 se místo stalo i přes zákaz a odpor okupačních úřadů místem připomenutí československé státnosti v době útlaku. Na vyhlídce visely československé prapory, byly zde rozsvěcovány lampiony a zapalovány svíčky. Následně došlo k odstranění reliéfu s portrétem prezidenta Masaryka a ve dnech výročí jeho narození a úmrtí i ve svátek založení Československa byla vyhlídka důkladně střežena protektorátními bezpečnostními složkami, aby se zabránilo jakým kolik vzpomínkovým aktům a seskupování občanů na tomto místě.
Po válce byl odstraněný reliéf objeven třebíčským stavitelem Josefem Mácou v kovohuti ve Velvarech, kde bylo za války soustředěno větší množství podobných plastik určených k roztavení. Současně uskutečnil i nález pamětní desky  zborovských hrdinů, která je dodnes umístěna zpět na třebíčské radnici. Reliéf s deskou byl ředitelem kovohuti po domluvě ochotně vydán za množství barevných kovů o poloviční hmotnosti. Oba předměty mohly být navráceny i bez požadované náhrady, bylo však třeba podat žádost na ministerstvo průmyslu, což by návrat plastik oddálilo. Stavitel Máca na své náklady obě desky převezl zpět do Třebíče i zajistil jejich potřebné opravy.
V roce 2018 bylo rozhodnuto o tom, že by mělo být vylepšeno nasvícení vyhlídky. Dosavadní osvětlení je provedeno jedním halogenovým světlem ze spodní strany vyhlídky a svítí tak návštěvníkům do očí a není dostatečné. Měly by být postaveny stožáry a sloupy pro osvětlení.